# Bistum Afogados da Ingazeira

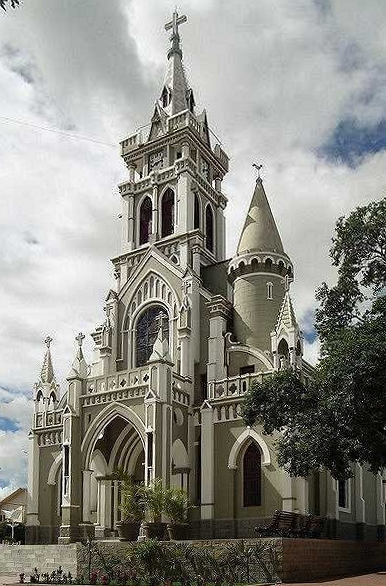
Kathedrale Senhor Bom Jesus dos Remédios

Das Bistum Afogados da Ingazeira (lateinisch Dioecesis Afogadensis de Ingazeira, portugiesisch Diocese de Afogados de Ingazeira) ist eine in Brasilien gelegene römisch-katholische Diözese mit Sitz in Afogados da Ingazeira im Bundesstaat Pernambuco.

## Geschichte
Das Bistum Afogados da Ingazeira wurde am 2. Juli 1956 durch Papst Pius XII. mit der Apostolischen Konstitution Qui volente Deo aus Gebietsabtretungen des Bistums Pesqueira errichtet und dem Erzbistum Olinda e Recife als Suffraganbistum unterstellt.

## Bischöfe von Afogados da Ingazeira
- João José da Mota e Albuquerque, 1957–1961, dann Bischof von Sobral
- Francisco Austregésilo de Mesquita Filho, 1961–2001
- Luís Gonzaga Silva Pepeu OFMCap, 2001–2008, dann Erzbischof von Vitória da Conquista
- Egidio Bisol, 2009–2023
- Limacêdo Antônio da Silva, seit 2023